# 半乳糖胺
半乳糖胺（galactosamine），一种己糖胺。D-半乳糖胺与D-葡萄糖胺是4-差向异构体，常用的化学系统名是2-氨基-2-脱氧-D-半乳糖（2-amino-2-deoxy-D-galactose）。在自然界其作为构成动物细胞和组织支持物质的糖蛋白和蛋白多糖的组成糖（以N-乙酰半乳糖胺的形态）是广泛存在的。